# Марта Шаргай
Марта Шаргай (ісп. Marta Xargay, нар. 20 грудня 1990) — іспанська баскетболістка, срібна призерка Олімпійських ігор 2016 року.

## Виступи на Олімпіадах
| Олімпіада           | Дисципліна | Місце |
| ------------------- | ---------- | ----- |
| Ріо-де-Жанейро 2016 | баскетбол  | 2     |

## Особисте життя
Марта Шаргай є відкритою лесбійкою. Вона перебуває у шлюбі з американською баскетболісткою Бріанною Стюарт. Вони одружилися у 2021 році. Разом виховують двох дітей.